# Breanne Benson
Breanne Benson (Tirana, 22 de abril de 1984) es una actriz pornográfica albanesa. Fue elegida Pet del Mes de enero de 2011 por la revista Penthouse.

## Biografía
Breanne Benson nació en Tirana, Albania, y se mudó a Italia antes de emigrar a los Estados Unidos, a los siete años. Benson estudió psicología y sexualidad humana después de la enseñanza media. Fue introducida por primera vez en la industria de entretenimiento adulto cuando fue acompañada por su amiga y actriz porno Tanya James para fotografiarse con Tony Pounds. Su primer filme fue Cockless 23 con Tanya.
Cuando Breanne entró en la industria adulta en 2003, apenas realizaba sesiones de fotos. Entonces, pasó a escenas de vídeo individuales y, más tarde comenzó a realizar escenas con mujeres. A finales de 2004, tomo una pausa en su carrera y comenzó a bailar en el Spearmint Rhino en Industry, California. volvió al cine para adultos en junio de 2009. En noviembre de aquel año, decidió hacer escenas con hombres.
A inicios de 2010, hizo parte de la promoción de un sistema de TV en 3D en la AVN Adult Entertainment Expo, en Las Vegas. En conexión con esto, apareció en varios filmes que se encuentran entre las primeras producciones pornográficas en 3D.
Últimamente ha contribuido a un subgénero descrito como parodia pornográfica. En este subgénero apareció en el éxito Bat FxXx: A Dark Night Parody. En enero de 2011, fue nombrada la Pet del Mes por la revista Penthouse.